# Jean Garcia
Jean Garcia, né le 5 juin 1925 à Marseille et mort le 8 février 2012 à Bobigny, est une personnalité politique française du Parti communiste français.

## Biographie
Né à Marseille, au sein d’une famille nombreuse ayant fui la misère du sud de l’Espagne[réf. souhaitée], Jean Garcia, ouvrier tourneur de formation, rencontre très vite les communistes de Marseille, suivant les traces de son grand frère Antoine, qui a fondé la JC des Bouches-du-Rhône avant de rejoindre les troupes républicaines espagnoles contre Franco et Hitler. À la Libération, il devient responsable, avec sa compagne Paulette, des Jeunesses communistes des Bouches-du-Rhône, puis accède à des responsabilités nationales et internationales au sein de la Fédération mondiale de la jeunesse démocratique, avant de rejoindre la Polex, section de politique extérieure du Parti communiste.
Jean Garcia fut élu conseiller municipal de Marseille en 1947 et réélu en 1953. Il vient, en 1954, habiter en région parisienne et participe notamment aux activités de la Fédération communiste de la Seine. Après la création du département de la Seine-Saint-Denis, il est secrétaire fédéral du parti communiste de Seine-Saint-Denis, de 1974 à 1979 et membre du Comité central de 1970 à 1987. Il est élu sénateur de la Seine-Saint-Denis le 25 septembre 1977 et réélu le 28 septembre 1986, mandat qu'il assure jusqu'au 1er octobre 1995 en siégeant notamment dans la commission des Affaires étrangères, ayant longtemps été au secteur international du PCF. Il ne se représente pas à la fin de son deuxième mandat.Il fut candidat lors des municipales de 1989 à Gagny et des législatives de 1988 à Noisy-le-Grand.
À la fin de son mandat, Jean Garcia partage son temps entre la région parisienne et la région de Banon. Il meurt le 8 février 2012 dans un hôpital marseillais, quelques semaines après son épouse Paulette, décédée le 29 novembre 2011. Il est enterré au cimetière communal de Drancy.